# Reducionismo

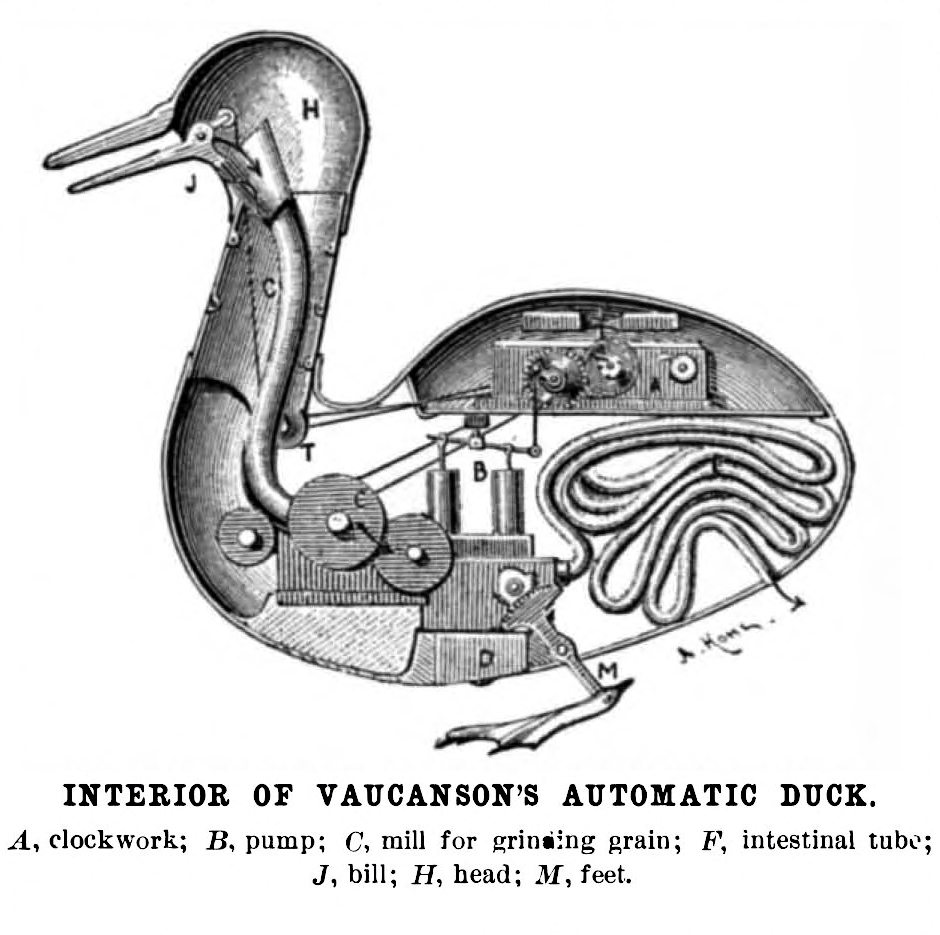
René Descartes, em De homine (1662), afirmou que os animais não humanos poderiam ser explicados redutivamente como autómatos; significando essencialmente como versões mecanicamente mais complexas deste Pato Digestivo.

Reducionismo, em filosofia, é um conjunto de teorias correlatas que afirmam, grosso modo, que objetos, fenômenos, teorias e significados complexos podem ser sempre reduzidos, ou seja, expressos em unidades diferentes, a fim de explicá-los em suas partes constituintes mais simples.
- Reducionismo ontológico é a ideia de que tudo que existe é feito de um pequeno número de substâncias básicas que se comportam de forma regular. Comparar com monismo.[1][2] Michael Ruse criticou o reducionismo ontológico como um argumento indevido contrário ao vitalismo.[3]
- Reducionismo metodológico: é a ideia de que as explicações, como as científicas, devem ser continuamente reduzidas às entidades mais simples possíveis. A navalha de Occam é a base deste tipo de reducionismo.
- Reducionismo teórico é a ideia de que explicações ou teorias antigas não são geralmente substituídas por novas, e sim as novas teorias são refinamentos ou reduções mais detalhadas das antigas.
- Reducionismo científico: tem sido usado para descrever todas as ideias acima no que se refere à ciência, mas é mais frequentemente usado para descrever a ideia de que todos os fenômenos podem ser reduzidos a explicações científicas.[4]
- Reducionismo semântico (também conhecido como atomismo semântico) é a ideia de que o significado das expressões linguísticas é uma função do significado de certas partes constitutivas básicas, como as palavras. O seu oposto é a ideia de que unidades de significado complexas, como as sentenças ou mesmo teorias inteiras, são semanticamente primitivas e as partes (palavras e sentenças, respectivamente) só adquirem significado em função desse todo.
- Reducionismo linguístico é a ideia de que tudo pode ser descrito em uma linguagem com um número limitado de conceitos básicos, e a combinação destes. São exemplos deste reducionismo o inglês básico, línguas artificiais e a linguagem construída Toki Pona.
- O termo reducionismo ambicioso foi cunhado por Daniel Dennett para criticar as formas de reducionismo que tentam explicar muito com muito pouco.
- Reducionismo analítico denomina os a priori que subjazem no reducionismo ontológico.

O oposto das ideias do reducionismo constitui o holismo: a ideia de que objetos, fenômenos, teorias e significados têm propriedades como um todo, que não são explicáveis a partir das propriedades de suas partes.